# 902 (numero)
Novecentodue (902) è il numero naturale dopo il 901 e prima del 903.

## Proprietà matematiche
- È un numero pari.
- È un numero composto con 8 divisori: 1, 2, 11, 22, 41, 82, 451, 902. Poiché la somma dei suoi divisori (escluso il numero stesso) è 610 < 902, è un numero difettivo.
- È un numero sfenico.
- È un numero odioso.
- È un numero intero privo di quadrati.
- È un numero palindromo e un numero ondulante nel sistema posizionale a base 13 (545), a base 18 (2E2) e in quello a base 20 (252).
- È un numero intoccabile.
- È un numero nontotiente (per cui la equazione φ(x) = n non ha soluzione).
- È parte delle terne pitagoriche (198, 880, 902), (902, 1560, 1802), (902, 4920, 5002), (902, 18480, 18502), (902, 203400, 203402).

## Astronomia
- 902 Probitas è un asteroide della fascia principale del sistema solare.
- NGC 902 è una galassia spirale della costellazione della Balena.

## Astronautica
- Cosmos 902 è un satellite artificiale russo.